# Ligne du Martinet à Beaucaire
La ligne du Martinet à Beaucaire était une ligne ferroviaire française non électrifiée, à écartement standard et à voie unique, intégralement située dans le département du Gard en région Occitanie. Elle a été mise en service par la Compagnie des chemins de fer de Paris à Lyon et à la Méditerranée (PLM) en 1880 et 1883. Elle desservait les villes de Beaucaire, de Remoulins, d'Uzès et du Martinet.
Elle constitue la ligne no 813 000 du réseau national.
Une partie de la ligne est aujourd'hui reconvertie en voie verte, plus précisément entre Beaucaire et Remoulins, ainsi qu'entre Vers-Pont-du-Gard et Uzès.

## Chronologie
- 30 août 1880 : ouverture de Remoulins à Uzès[1]
- 25 septembre 1883 : ouverture de Beaucaire à Remoulins[2]
- 25 septembre 1883 : ouverture d'Uzès à Saint-Julien - les Fumades
- 5 décembre 1938 : fermeture trafic voyageurs[1].

## Histoire
La ligne est concédée à la Compagnie des chemins de fer de Paris à Lyon et à la Méditerranée par une convention entre le ministre des Travaux publics et la compagnie signée le 3 juillet 1875. Cette convention a été approuvée à la même date par une loi qui déclare simultanément la ligne d'utilité publique.
La ligne est essentiellement créée pour transporter du charbon issu des mines cévenoles vers le port de Beaucaire,.
La section entre Saint-Julien-les-Fumades et Celas est déclassée par une loi le 30 novembre 1941. Celle de Celas à Montaren (PK 19,557 à 44,846) est déclassée par décret le 12 novembre 1954. La section Uzès - Montaren ferme le 31 mai 1959 et est déclassée le 13 février 1964. Le Département du Gard s’est rendu propriétaire au fur et à mesure de son déclassement.

### De Remoulins à Uzès
Peu avant Uzès se trouvait la gare du Pont-des-Charettes, où l'usine Zan possédait un embranchement sur la ligne afin d'y expédier son importante production de réglisses.

### De Remoulins à Beaucaire
Cette section comportait à l'origine, les stations de Lafoux, Sernhac, Meynes, Comps, Beaucaire, entre celles de Remoulins et Beaucaire.

## Reconversion en voie verte

### De Sernhac à Beaucaire
Le 10 avril 2019, une première portion de voie verte de 19 km est inaugurée entre Sernhac et Beaucaire. Un aménagement spécifique est réalisé tout au long des 210 m du tunnel de Comps, par la mise en place d'un éclairage LED fonctionnant par détection de mouvement.

### De Vers-Pont-du-Gard à Uzès

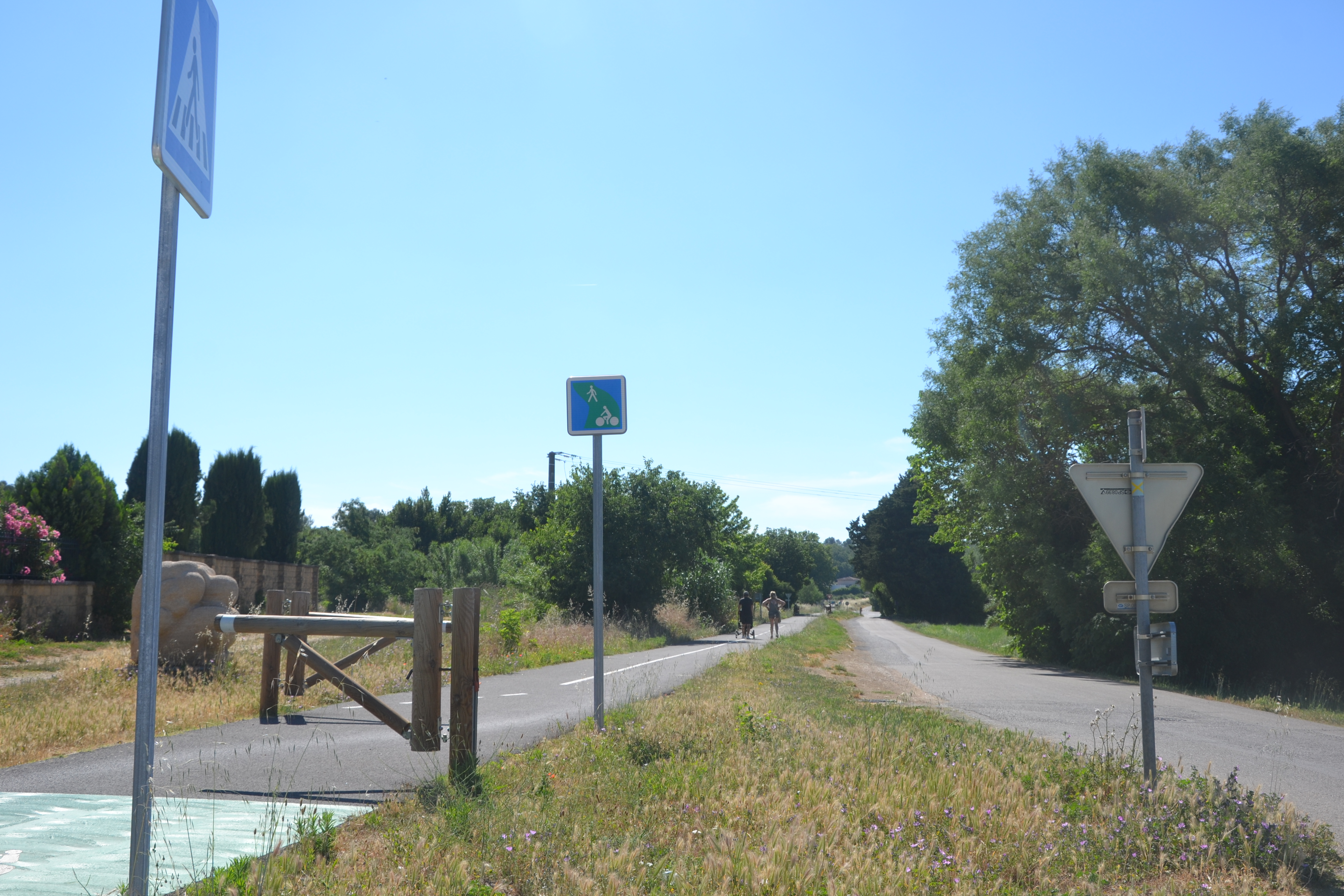
Voie verte du pont-du-Gard à Vers-Pont-du-Gard

La portion de 10 km reliant Vers-Pont-du-Gard à Uzès ouvre officiellement au public le 30 juin 2020. Ce tronçon s'inscrit dans le schéma départemental des aménagements cyclables et, à terme, sera relié à d'autres itinéraires cyclables voisins tels que l'Eurovélo 8 et la ViaRhôna. Les travaux ont été financés par le Conseil départemental du Gard à hauteur de 2 363 000 €, la Région Occitanie pour 235 477 € et l' l’État pour 116 847 €.

## Vestiges
Vers-Collias : la gare est réaménagée en restaurant.
Uzès : le bâtiment voyageur est devenu une habitation.
Pont-des-Charettes : la halle aux marchandises est aujourd'hui un garage automobile ; la gare et le bâtiment voyageur sont reconvertis en un restaurant.
Lafoux-les-Bains : la gare, qui rejoignait la ligne à celle de Givors-Canal à Grezan, est aujourd'hui une habitation.
Meynes-Montfrin : la gare et le bâtiment voyageurs appartiennent à des particuliers, qui ont laissé sur leur terrain un quai, un faisceau de voie et deux commandes manuelles d'aiguillage apparents.
Comps-Saint-Étienne : situés sur la voie verte, la gare et le bâtiment voyageur servent d'aire de pique-nique aux cyclistes.
Un tronçon subsiste à Uzès sur quelques centaines de mètres, entre la D979 et le chemin de Malaric, où débute la voie verte, à proximité du musée du bonbon Haribo.
Entre la limite des communes de Vers-Pont-du-Gard et de Castillon-du-Gard, et jusqu'à la gare de Remoulins, la voie subsiste toujours, apparaissant sur la carte du Réseau ferré de France sous le code 813. Des passages à niveau subsistent avec des barrières automatiques, à l'exception de la D892 où un simple stop balise le franchissement.
Entre Remoulins et Beaucaire subsistent quelques halles de marchandises, à l'époque raccordées à la ligne, toujours utilisées aujourd'hui.
De nombreuses maisons de garde-barrière subsistent encore de nos jours, ainsi que des noms de rues évocateurs de l'ancienne voie ferrée (impasse de la gare, rue du Martinet, etc.).